# Miguel de Escartín
Miguel de Escartín y Arbeza (Zaragoza, 1587-Tarazona, 26 de abril de 1673) fue un eclesiástico español. 

## Biografía
Nacido en Zaragoza de noble linaje. 
Hizo sus primeros estudios en el monasterio de Nuestra Señora de Rueda de la orden del Císter, en la que tomó los votos a los diecinueve años, y los prosiguió en el colegio de la orden en Huesca hasta doctorarse en Teología.
Fue abad de Rueda y de San Victorián y vicario general de los cistercienses. 

### Episcopado
Nombrado obispo de Barbastro en 1647, recibió la consagración de manos del arzobispo Juan Cebrián;
En 1656 fue trasladado a Lérida.
En 1664 a Tarazona.
Desde 1668 fue también miembro del Consejo de Estado.